# Шипунова
Шипуно́ва (рос. Шипунова) — присілок у складі Абатського району Тюменської області, Росія.
Населення — 155 осіб (2010, 190 у 2002).
Національний склад станом на 2002 рік:
- росіяни — 87 %